# Connie Cody
Pour les articles homonymes, voir Cody.
Connie Cody est une femme politique canadienne en Ontario.
Elle est députée de la circonscription fédérale ontarienne de Cambridge à la Chambre des communes depuis 2025 sous la bannière du Parti conservateur du Canada.